# Allmänningstjärnen, Lappland
Allmänningstjärnen är en sjö i Jokkmokks kommun i Lappland och ingår i Luleälvens huvudavrinningsområde.